# Cratere Canova
Canova è un cratere da impatto sulla superficie di Mercurio.
Il cratere è dedicato allo scultore italiano Antonio Canova.